# 額帶刺尾魚
額帶刺尾魚又稱杜氏刺尾鯛，俗名眼紋倒吊、粗皮魚為輻鰭魚綱鱸形目刺尾魚亞目刺尾魚科的其中一個種。

## 分布
本魚分布於印度太平洋區，包括東非、馬達加斯加、模里西斯、留尼旺、葛摩、留尼旺、塞席爾群島、馬爾地夫、印度、斯里蘭卡、泰國、緬甸、安達曼海、越南、馬來西亞、台灣、日本、中國、菲律賓、印尼、新幾內亞、新喀里多尼亞、澳洲、夏威夷群島、馬紹爾群島、马里亚纳群岛、索羅門群島、密克羅尼西亞、帛琉、諾魯、斐濟群島、法屬玻里尼西亞、萬那杜、東加、吐瓦魯、美屬薩摩亞、吉里巴斯、羅得豪島、萊恩群島等海域。

## 深度
水深4至131公尺。

## 特徵
本魚體呈橢圓形而側扁。頭小，頭背部輪廓不特別凸出。成魚體白褐色，頭部及軀幹部有多數藍灰色略呈波狀的縱向細斑紋。口小，端位，上下頜各具一列扁平齒，齒固定不可動，齒緣具缺刻。背鰭和臀鰭具有4至5條暗色縱帶。胸鰭近三角形且呈黃色；尾鰭彎月形，隨著成長，上下葉逐漸延長。尾鰭暗色具多數的黑斑點。兩眼間有橘紅橫斑。尾棘鞘白，尾棘溝黑色。幼魚初期體呈灰色，尾鰭黃黑色，後體色變為深褐色。隨著它們的生長，身體顏色變淺，縱向波浪線和臉部圖案開始出現。背鰭硬棘9枚、背鰭軟條25至27枚、臀鰭硬棘3枚、臀鰭軟條24至26枚。體長可達54公分，壽命可達30年。

## 生態
本魚棲息沿岸附近之珊瑚礁及岩礁地帶，成群洄游於中層水域。食藻性。

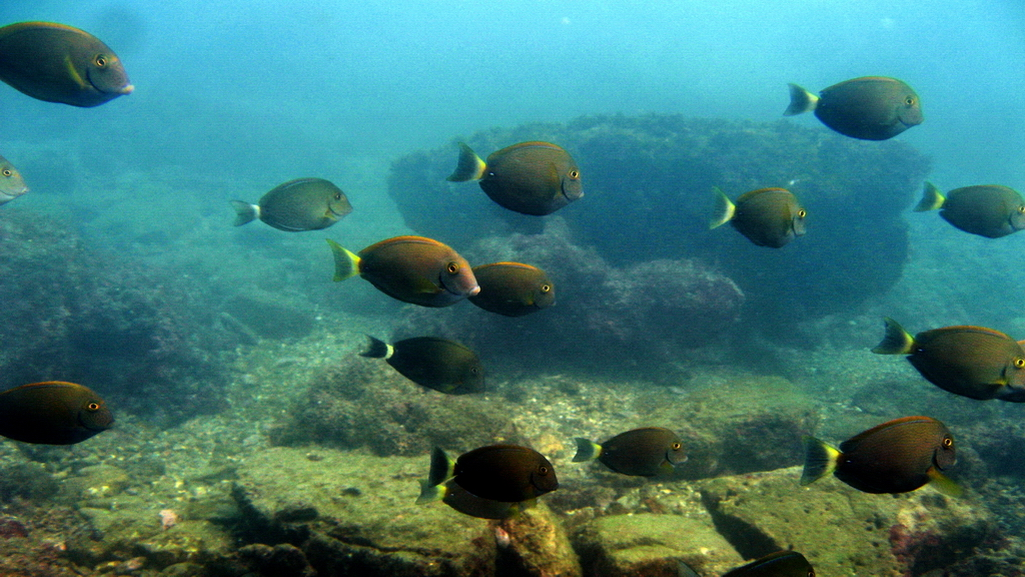
一群額帶刺尾魚稚魚在臺灣基隆外木山淺水處巡游

## 經濟利用
幼魚可作觀賞魚，成魚可食用，但味道不佳，且鰭血及內臟腥臭，處理時須小心不可割破。一般加蔥及味增。